# Mantra

Silaba Om este considerată o mantră în sine în școala a hinduismului.

O mantra (în sanscrită मन्त्र , romanizat: mantra; Pali: mantaṃ) sau mantram (în sanscrită मन्त्रम्)  este un enunț sacru sau un sunet numinos, o silabă, cuvânt, sau foneme, sau un grup de cuvinte, în sanscrită, Pali și alte limbi considerate de către practicanți că au puteri religioase, magice sau spirituale. Unele mantre au o structură sintactică și un sens literal, în timp ce altele nu.
Cele mai vechi mantre au fost compuse în sanscrita vedică din India. În cea mai simplă formă, cuvântul ॐ (Aum, Om) servește ca mantra, se crede că este primul sunet care a apărut pe pământ. Sunetul Aum atunci când este produs creează o reverberație în corp care ajută corpul și mintea să fie calme. În forme mai sofisticate, mantrele sunt fraze melodice cu interpretări spirituale, cum ar fi dorința umană de adevăr, realitate, lumină, nemurire, pace, iubire, cunoaștere și acțiune. Unele mantre fără sens literal sunt înălțătoare din punct de vedere muzical și semnificative din punct de vedere spiritual.
Utilizarea, structura, funcția, importanța și tipurile de mantre variază în funcție de școala și filozofia hinduismului, budismului, jainismului și sikhismului. În tradiția japoneză Shingon, cuvântul Shingon înseamnă mantra.
Mantrele au un rol central în tantra. În această școală, mantrele sunt considerate a fi o formulă sacră și un ritual profund personal, eficient doar după inițiere. În alte școli de hinduism, budism, jainism sau sikhism, inițierea nu este o cerință.

## Etimologie și origini

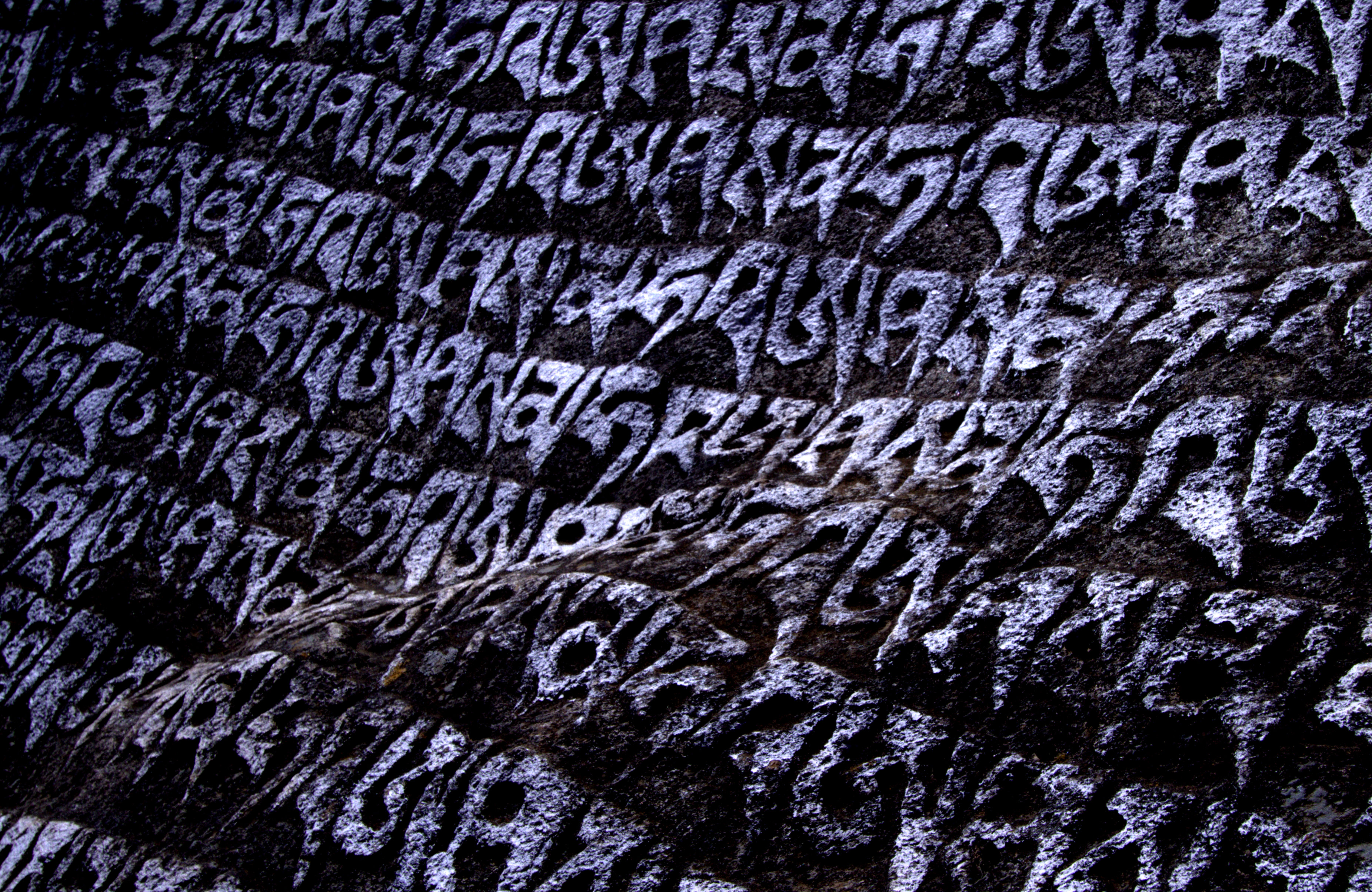
Mantre scrise pe o stâncă lângă Nepal

Cuvântul sanscrit mantra este derivat din rădăcina man- „a gândi”.
Savanții  consideră că utilizarea mantrelor a început înainte de 1000 î.Hr. Până la mijlocul perioadei vedice (1000 î.Hr. până la 500 î.Hr.) – susține Frits Staal – mantrele din hinduism se transformaseră într-un amestec de artă și știință.
Traducerea chineză este 眞言, 真言; zhenyan; „true words”; „cuvinte adevărate”, citirea japoneză on'yomi a cuvântului chinez fiind shingon (care este, de asemenea, folosit ca nume propriu pentru secta Shingon). Potrivit lui Alex Wayman și Ryujun Tajima, „Zhenyan” (sau „Shingon”) înseamnă „vorbire adevărată”, are sensul „unei mantrei exacte care dezvăluie adevărul dharmelor” și este calea mantrelor.
Potrivit lui Bernfried Schlerath, conceptul de mantre sātyas se găsește în Yasna indo-iraniană 31.6 și Rig Veda, unde este considerată gândire structurată în conformitate cu realitatea sau formulele poetice (religioase) asociate cu împlinirea inerentă.

## __LEAD_SECTION__
„Mantra” este o melodie a cântăreței și rapperului sud-coreean JENNIE.  A fost lansat prin ODDATELIER și Columbia Records pe 11 Octombrie 2024, ca single principal de pe albumul ei de studio de debut, Ruby (2025). Este prima lansare a lui JENNIE sub propria ei label și primul ei single solo de când a părăsit YG Entertainment și Interscope Records ca artist solo în 2023. Piesa a fost scrisă și compusă de diverși colaboratori, printre care JENNIE, Claudia Valentina și Zikai și a fost produsă de El Guincho, Jelli Dorman, Jumpa și Serban Cazan. A fost descrisă ca o melodie dance-pop și de bas din Miami care încorporează o doză mare de R&B, cu versuri care celebrează puterea fetelor .
„Mantra” a primit recenzii pozitive din partea criticilor pentru versurile sale pline de putere și producția contagioasă. A fost un succes comercial și a ajuns pe locul trei în Billboard Global 200 și pe locul doi în Global Excl.SUA, devenind al treilea și, respectiv, al patrulea hit din top-10 al lui JENNIE, în topuri. În Coreea de Sud, cântecul a ajuns pe locul trei în Circle Digital Chart, în timp ce a ajuns în fruntea topurilor din Hong Kong și Taiwan și a intrat în primele zece din Malaezia și Singapore. A devenit, de asemenea, prima intrare solo a lui JENNIE, în Billboard Hot 100 din SUA, la numărul 98 și cea mai înaltă melodie la acea vreme a unei artiste solo coreeane în UK Singles Chart, pe locul 37.
Un videoclip muzical însoțitor a fost regizat de Tanu Muino și lansat pe canalul de YouTube al lui JENNIE, simultan cu lansarea single-ului. Videoclipul reflectă temele cântecului de împuternicire și iubire de sine și o arată pe JENNIE, interpretând coregrafii cu o valoare mare într-o varietate de look-uri în Los Angeles .Cântăreața a promovat „Mantra” cu spectacole la Jimmy Kimmel Live!, programele muzicale sud-coreene M Countdown and Show!Music Core și festivalul Superpop Japan.
Un videoclip muzical însoțitor pentru „Mantra” a fost regizat de regizoarea în ascensiune Tanu Muino și a fost lansat alături de single pe 11 Octombrie pe canalul de YouTube al lui JENNIE. După lansare, a atins numărul unu în videoclipurile populare YouTube în Coreea de Sud, Statele Unite și în întreaga lume. Videoclipul a depășit 100 de milioane de vizualizări pe 25 noiembrie, la 45 de zile de la lansare